# Bernhard Crusell
Bernhard Henrik Crusell (Uusikaupunki, 1775. október 15. – Stockholm, 1838. július 28.) finn születésű klarinétművész és zeneszerző. Jean Sibelius után a legismertebb finn származású zeneszerző.

## Művei
Aaria oopp pikku orjatar  T-927.711.580-7
Adagio et polonaise T-001.646.634-4
Airs Suedois  T-001.645.777-4
Andante pastorale  T-106.690.762-6
Concert trio  T-912.154.449-8
Concerto T-900.130.012-5
Concerto for brass ensemble  T-903.029.375-5
Den lilla Slavinnan T-909.324.324-4
Fahne marsch T-911.326.867-0
Flyttåfoglarna  T-912.007.838-8
Horn concerto  T-903.022.211-8
Hvor i verden jeg gaar  T-920.220.455-5
Jubileums prelude T-906.726.568-3 
Klarinettikonsertto F-moll T-927.789.568-8
Klarinettkonserto No 2   T-912.004.832-0
Marche T-926.368.447-5
Marsii T-906.442.943-2
Marsii T-912.454.975-3
Mathilda T-927.724.768-4
Na slar vi ring T-001.696.281-4
Quat Do minor Op. 4. T-922.814.422-7